# Aspidostomatidae
Aspidostomatidae zijn een familie van mosdiertjes uit de orde Cheilostomatida en de klasse van de Gymnolaemata.

## Geslachten
- Aspidostoma Hincks, 1881
- Crateropora Levinsen, 1909
- Lagarozoum Harmer, 1926
- Larvapora Moyano, 1970